# Laurent Veydt
Laurent Veydt (Anvers, 7 août 1800 - Bruxelles, 22 novembre 1877) est un avocat belge, banquier, administrateur de sociétés et homme politique libéral, ministre des Finances dans le gouvernement Rogier I.

## Biographie
Laurent François Félix Veydt, né à Anvers le 7 août 1800, est le fils de Laurent Veydt, bourgeois commerçant d'Anvers, et de Marie-Françoise van Merlen. En 1827, il se marie avec Colette Van Bromberghen.
Ii fait ses études secondaires au Collège royal de Gand et poursuit avec des études à l'université de Gand où il obtient le diplôme de docteur en droit en 1823. En 1825, il s'inscrit comme avocat à Anvers.
Il s'engage en politique en novembre 1830 après la révolution belge dans les rangs libéraux. Il est échevin à Anvers de décembre 1830 à 1832 et député permanent de la province d'Anvers de 1836 à 1838. En 1839, il est nommé directeur au ministère des Affaires étrangères, à Bruxelles à la tête de la section des affaires commerciales et des consulats. Il devient également consul du Guatemala et de Grèce à Anvers. Il démissionne des affaires étrangères en mai 1841 pour renouer avec la politique. De 1841 à 1846, il est de nouveau député permanent d'Anvers.
Il est élu député sur la liste libérale de l'arrondissement d'Anvers en 1845, mandat qu'il exerce jusqu'en mai 1859, date de son retrait de la politique.
Du 12 août 1847 au 28 mai 1848, il est ministre des Finances dans le gouvernement Rogier I. Ce gouvernement doit faire face aux conséquences de la révolution française de 1848 dont les répercussions se font sentir jusqu'en Belgique. Craignant une invasion française imminente, les épargnants retirent massivement leur dépôt auprès de la Société générale de Belgique et de la Banque de Belgique. Celles-ci font face à une sévère crise de liquidités, leurs avoirs étant immobilisés dans l'industrie. Le gouvernement prend alors des mesures pour éviter la faillite. Il fait émettre des billets de banque garantis par l'État à un cours forcé pour éviter la dévaluation. Au sein du gouvernement, Laurent Veydt s'oppose à Walthère Frère-Orban et à certaines mesures prises pour gérer la crise (notamment l'augmentation du port des lettres). Il remet sa démission le 28 mai 1848.  
Après sa démission, il devient directeur auprès de la Société générale de Belgique en juin 1848. En cette qualité, il est mêlé à l'évolution de  de la vie économique et financière du pays : notamment la fondation de la Banque nationale de Belgique et la réforme de la Banque d'Anvers.
Après son accession à la direction de la Société Générale, il devient administrateur de nombreuses sociétés industrielles :
- Compagnie Belge de Colonisation ;
- Société de l'Union des Papeteries du Prince et du Pont d'Oye ;
- Chemin de fer Dendre et Waes et Bruxelles-Gand par Alost ;
- Société des Bateaux à Vapeur Transatlantiques ;
- Charbonnages Réunis à Charleroi ;
- Chemins de Fer de Mons à Haumont ;
- Société Belle-Vue, Baisieux, Dour et Thulin ;
- Charbonnages d'Hornu et de Wasmes ;
- Charbonnages de Sars-Longchamps et Bouvy ;
- Charbonnages du Sacré-Madame ;
- Manufactures des, Verres à vitre, Cristaux et Gobeleteries de Bruxelles ;
- Mutualité Industrielle ;
- Charbonnage du Carabinier ;
- Compagnie Immobilière de Belgique ;
- Charbonnages de Boussu et Sainte-Croix-Sainte-Claire ;
- Charbonnages et Hauts Fourneaux de Longterme ;
- Manufacture Royale de Tapis de Tournai ;
- Tissage à la Mécanique, à Bras, à Moteur hydraulique ou à Vapeur ;
- Hauts Fourneaux, Usines et Charbonnages de Châtelineau ;
- Charbonnage du Grand-Conti et  de Spinois ;
- Charbonnage du Val Benoît ;
- Mines de Zinc et de Plomb de Membach ;
- Chemins de Fer de Charleroi à Louvain.

En 1866, année où son épouse décède, il démissionne de ses fonctions de directeur de la Société Générale. Il les reprend à la demande des actionnaires en 1872. Il prend sa pension de la Société générale pour raisons de santé en 1875.
Outre ses activités professionnelles, Laurent Veydt avait de multiples activités dans le domaine artistique et culturel. Il était premier secrétaire de l'Académie des sciences des lettres et des arts d'Anvers, et secrétaire du Conseil d'administration de l'Académie royale des beaux-arts. Il était également collectionneur de lettres portant les autographes de personnages historiques célèbres et bibliophile. Quoique libéral, il était aussi un chrétien convaincu, s'intéressant notamment aux œuvres de Jacques-Bénigne Bossuet et aux Jansénistes.
À la suite de son décès dans sa maison à la rue Royale à Bruxelles, 22 novembre 1877, il est inhumé le 26 novembre 1877 au cimetière de Laeken.

## Distinctions
- Officier de l'ordre de Léopold en juin 1854 (Belgique).
- Chevalier de l'ordre du Sauveur (Grèce).
- Ordre impérial du Sultan avec brillants (Empire ottoman).